# 曽祢益
曽祢 益（そね えき、旧字体：曾禰 益󠄁、1903年12月5日 - 1980年4月25日）は、日本の官僚・政治家。正三位勲一等。妻は東急グループの創業者である五島慶太の長女・春子である。

## 来歴・人物
東京都出身。建築家曽禰達蔵の三男として誕生。東京府青山師範学校附属小、東京府立一中、第一高等学校、東京帝国大学法学部政治学科卒。1926年（大正15年）、外務省に入り、フランス、中国に駐在。
外務省政務局第一課長を経て、1945年（昭和20年）の敗戦後は終戦連絡中央事務局第一部長兼第三部長、のち同政治部長としてGHQと交渉にあたる。当時の外相吉田茂と対立し、1946年に終戦連絡九州事務局長兼終戦連絡福岡事務局長に左遷される。曾禰の回想録によれば、終戦直前にも東郷茂徳外務大臣が軍部を刺激しないように慎重に終戦工作を進めている最中に、吉田が「なぜ直接アメリカに講和（実質は無条件降伏）を申し入れないのか」と、応対した曾禰に怒鳴りつけたとされており、吉田との相性が悪かったようである。1947年、片山内閣で内閣官房次長。のち、連絡調整中央事務局長官（1948年（昭和23年）3月 - ）。
1949年、日本社会党に入党、翌年の第2回参議院議員通常選挙に神奈川県選挙区から立候補し、初当選。
1960年1月24日、民主社会党（後の民社党）の結党大会が九段会館で開催された。西尾末広が初代中央執行委員長に、曽祢が初代書記長に就任した。1962年まで書記長を務めた。
1967年の衆院選に神奈川2区から立候補し、衆院議員に転身。1970年、1971年の党大会で西村栄一、春日一幸両者と民社党委員長ポストを争ったが、いずれも敗れた。1979年、政界引退。
1980年（昭和55年）4月25日、心不全のため死去。享年76。墓所は世田谷区浄真寺。

## 家族
- 父・曽禰達蔵
- 兄・曾禰武
- 妻・春子 ‐ 五島慶太の長女。五島昇の妹。
- 娘・栄代 ‐ 森矗昶の三女・春子と松崎正臣（日本冶金工業常務）の長男・松崎正策（東急電鉄）の妻。夫の弟に松崎哲久。